# La farina del diavolo (film)
La farina del diavolo è un film muto italiano del 1920 diretto da Luigi Romano Borgnetto.